# Specifik språkstörning
Specifik språkstörning eller primär språkstörning (eng. SLI eller Specific Language Impairment) är ett begrepp som ibland används inom forskningssammanhang när man vill forska på språkstörning och inte vill att andra svårigheter som barnet kan ha ska påverka resultaten. Specifik språkstörning innebär att ett barn som i övrigt har en normal utveckling och normal hörsel ändå inte tillägnar sig språket som förväntat. Det finns många olika typer av symtom och symtomkombinationer som sträcker sig från övergripande kommunikationssvårigheter till specifika svårigheter med vissa språkljud. Förekommer språksvårigheterna som en följd av andra besvär, till exempel hörselskada, utvecklingsstörning, autismspektrumstörning eller läpp-käk-gomspalt talar man om sekundär språkstörning - dessa räknas normalt inte till specifik/primär språkstörning, men gränsen är oerhört svår att dra och bör inte användas kliniskt. Symtombilder och behandlingsprinciper är ofta desamma.
Man talar ofta om impressiva respektive expressiva svårigheter. Expressiva svårigheter innebär svårigheter med att uttrycka sig och märks förhållandevis lätt. Impressiva svårigheter innebär förståelsesvårigheter och kan vara svårare att upptäcka. De flesta barn som har språksvårigheter har endast expressiva svårigheter. Har barnet impressiva svårigheter har det också så gott som alltid någon typ av expressiva svårigheter.